# Holubinka smrdutá
Holubinka smrdutá je nejedlá houba z čeledi holubinkovitých.

## Synonyma
- Russula foetens Fr.
- Agaricus foetens Pers. 1796

## Výskyt
Holubinka smrdutá roste v jehličnatých i listnatých lesích. Lze ji nalézt od června do listopadu.